# Feast
Feast is een Amerikaans horrorfilm uit 2005 onder regie van John Gulager. De productie draait met name om zwarte humor en gore.

## Verhaal
Een groep mensen in een bar wordt in het begin van de film alleen voorgesteld door introductieteksten in beeld, die ze een bijnaam ('de held', 'de domoor', 'de bierdrinker' etc.) en een inschatting van hun overlevingskans geeft. Wanneer de held van het verhaal binnenstormt (Eric Dane), wordt het de bargasten duidelijk dat er een groep moordzuchtige monsters aankomt. Wanneer de held vijf minuten later opgegeten is en heldin 1 aankomt (Navi Rawat), wordt het de kijker duidelijk dat de inhoud van de introtekstjes niet in steen gehouwen staat. Eenmaal aangekomen, richten grote ratachtige humanoïden in noodtempo een slachtpartij aan onder de barbezoekers, die stuk voor stuk kansloos lijken de aanval te overleven. Met de ramen dichtgetimmerd met alles wat ze kunnen vinden, hopen zij er het beste van te maken.

## Rolverdeling
- Navi Rawat
- Eric Dane
- Balthazar Getty
- Henry Rollins
- Judah Friedlander
- Josh Zuckerman
- Jason Mewes
- Jenny Wade
- Krista Allen
- Duane Whitaker
- Eileen Ryan
- Tyler Patrick Jones

## Trivia
- Feast kwam tot stand dankzij Project Greenlight van Matt Damon en Ben Affleck. Project Greenlight is een Amerikaanse realityserie over het maken van films. Feast werd gemaakt naar aanleiding van seizoen drie, dat over horrorfilms ging.
- Feast ging in Nederland op 21 april 2007 in première op het Amsterdam Fantastic Film Festival.
- Regisseur Gulager laat in Feast zowel zijn vader Clu ('de barman') als zijn echtgenote Diane Goldner ('Harley Mama') ten prooi vallen aan de monsters.